# Griselda Siciliani

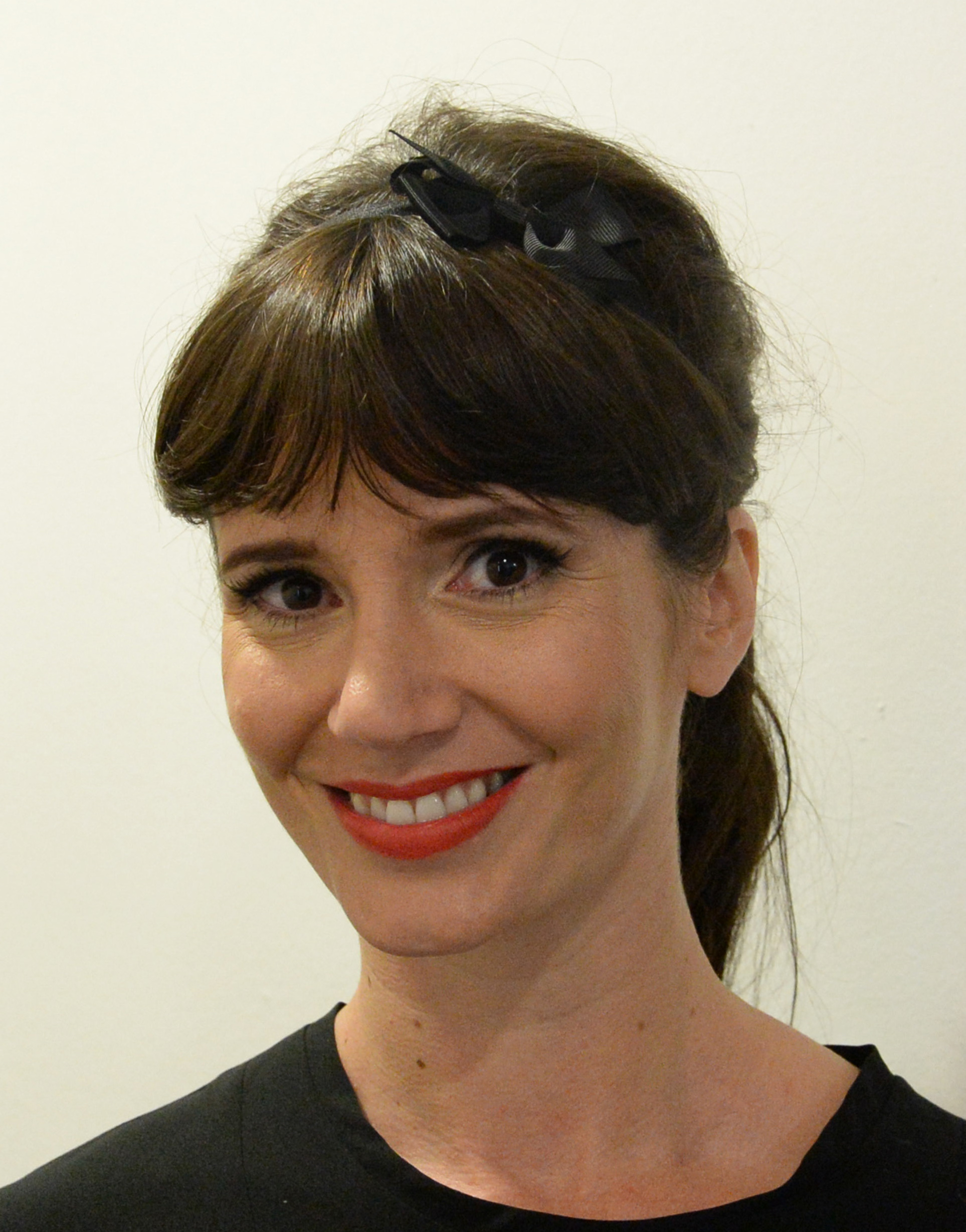
Griselda Siciliani (2015)

Griselda Siciliani (* 2. April 1978 in Buenos Aires) ist eine argentinische Schauspielerin. Ihre Karriere begann sie am Theater und erlangte in ihrem Heimatland ab Mitte der 2000er-Jahre durch Auftritte in Telenovelas und Seifenopern größere Bekanntheit. Im Kino übernahm sie tragende Rollen in den spanischsprachigen Spielfilmen Sentimental (2020) und Bardo, die erfundene Chronik einer Handvoll Wahrheiten (2022).

## Leben
Griselda Siciliani wurde als zweites von sechs Kindern eines Lehrer-Ehepaares geboren. Sie wuchs in Villa Luro, einem Stadtteil von Buenos Aires, auf. Ihre jüngere Schwester Leticia Siciliani (* 1992) ist ebenfalls Schauspielerin. Obwohl ihre Eltern ihr als Kind das Fernsehen verboten, fand Griselda Siciliani durch den argentinischen Kinderstar Pablito Ruiz Gefallen am Showgeschäft. Im Alter von 10 Jahren ging sie zu einem Casting und bewarb sich als Tänzerin bei einer Produktion mit Ruiz, wurde aber nicht angenommen.
Später studierte Siciliani neben zeitgenössischen Tanz auch an der nationalen Theaterhochschule ihrer Heimatstadt und ging am Wochenende beim argentinischen Regisseur und Schauspieler Hugo Midón (1944–2011) in die Lehre. Danach studierte sie gleichzeitig am Konservatorium für Musik und an der Schauspielhochschule. Rückblickend beschrieb sich Siciliani als „obsessive“ und „zwanghafte Studentin“. Während ihrer Musikausbildung studierte Siciliani lyrischen Gesang und komponierte. Daneben studierte sie Schauspiel, ohne aber einen Gedanken daran zu verschwenden, jemals in dem Metier Fuß zu fassen. Zu jener Zeit galt ihre „große Liebe“ dem Tanz.
Von 2008 bis 2016 war Siciliani mit dem bekannten argentinischen Schauspieler und Produzenten Adrián Suar liiert. Beide lernten sich am Set von Sin código (2005) kennen. Aus der Verbindung stammt eine Tochter (* 2012).

## Karriere
Siciliani arbeitete als Tanzlehrerin für Kinder, ehe sie im Theater erste Erfolge verbuchen konnte. Gemeinsam mit ihrer Freundin Virginia Kaufmann produzierte, inszenierte und spielte sie in dem komödiantischen Musical Tan modositas (2003–2005). Von 2006 bis 2008 traten beide Frauen auch in der Theaterproduktion Quiero llenarme de ti in Erscheinung, die als Hommage an den argentinischen Sänger und Schauspieler Sandro de América (1945–2010) konzipiert war. Das Stück gewann einen Premio ACE als bestes Musical.
Ab 2006 begann Siciliani Fernsehangebote anzunehmen. Größere Bekanntheit brachten ihr Auftritte in argentinischen Telenovelas und Seifenopern ein. Dazu zählen die Rollen der Carmen in Patito feo (2007–2008), María Soledad Marini in Los únicos (2011) und Gabriela „Gaby“ Soria in Farsantes (2013–2014). Zwischen 2005 und 2014 wurde sie sechsmal für den Martín-Fierro-Preis nominiert. Sie gewann die Auszeichnung als beste Nachwuchsdarstellerin für ihr erstes TV-Arrangement Sin código (2005) und als beste Hauptdarstellerin einer Seifenoper für Farsantes (2014).
Ab 2012 begann Siciliani auch im heimischen Kino Fuß zu fassen. Für ihre zweite Filmrolle als Alejandra Olemberg in Armando Bos Tragikomödie The Last Elvis (2012) wurde sie für den Preis der argentinischen Filmakademie als beste Nebendarstellerin nominiert. Bekanntheit auch im spanischen Kino erlangte sie durch Cesc Gay, der sie in seiner Beziehungskomödie Sentimental (2020) neben Javier Cámara und Alberto San Juan besetzte. Für den Part der Ana wurde sie für den spanischen Filmpreis Goya nominiert und gewann den Darstellerpreis auf dem Monte-Carlo Comedy Film Festival 2021. Ein Jahr später übernahm Siciliani eine Hauptrolle in Alejandro González Iñárritus Netflix-Produktion Bardo, die erfundene Chronik einer Handvoll Wahrheiten (2022), die in den Wettbewerb der Filmfestspiele von Venedig eingeladen wurde.

## Filmografie

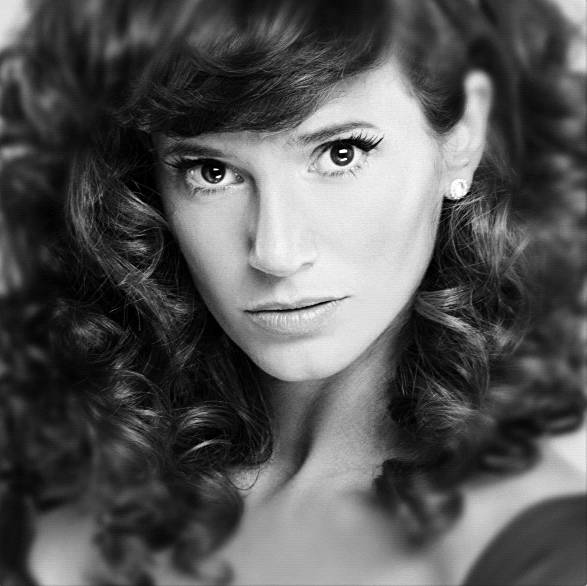
Siciliani im Jahr 2012

### Fernsehen
- 2005: Sin código (Fernsehserie, 89 Folgen)
- 2006–2007: Sos mi vida (Fernsehserie, 65 Folgen)
- 2007–2008: Patito feo (Fernsehserie, 282 Folgen)
- 2010: Para vestir santos (Fernsehserie, 36 Folgen)
- 2011: Los únicos (Fernsehserie, 157 Folgen)
- 2013–2014: Farsantes (Fernsehserie, 90 Folgen)
- 2014–2015: Viudas e hijos del Rock & Roll (Fernsehserie, 120 Folgen)
- 2016: Educando a Nina (Fernsehserie, 134 Folgen)
- 2016–2017: Susana Giménez (Fernsehserie, 2 Folgen)
- 2018: Morir de Amor (Fernsehmehrteiler, 12 Folgen)
- 2024: Paartherapie mal anders (Terapia Alternativa, Fernsehserie, Folge 2x01)

### Film
- 2007: La Antena (La antena)
- 2009: Tratame bien
- 2012: The Last Elvis (El último Elvis)
- 2015: La intrusa (Kurzfilm)
- 2016: Me casé con un boludo
- 2017: Libro de la Memoria: Homenaje a las víctimas del atentado (Kurzfilm)
- 2020: Sentimental
- 2022: Bardo, die erfundene Chronik einer Handvoll Wahrheiten (Bardo, falsa crónica de unas cuantas verdades)
- 2024: Ruhe in Frieden (Descansar en paz)

## Auszeichnungen
- 2005: Clarín-Preis – Beste Nachwuchsdarstellerin, Fernsehen (Sin código)
- 2005: Martín-Fierro-Preis – Beste Nachwuchsdarstellerin (Sin código)
- 2014: Martín-Fierro-Preis – Beste Hauptdarstellerin, Telenovela oder Seifenoper (Farsantes)
- 2021: Monte-Carlo Comedy Film Festival – Jurypreis (Sentimental)